# ذخیره داده
ذخیره داده مخزنی برای ذخیره کردن و مدیریت کردن پیوسته گروه هایی از داده ها است که نه تنها شامل مخازنی مانند پایگاه‌های داده، بلکه انواع فروشگاه‌های ساده‌تر مانند فایل‌های ساده، ایمیل‌ها و غیره می‌شود 
پایگاه داده گروهی از داده ها است که توسط یک سیستم مدیریت پایگاه داده (DBMS) مدیریت می شود، اگرچه این اصطلاح بعضی وقت ها قادر است به طور کلی به هر مجموعه ای از داده ها اشاره کند که به صورت الکترونیکی ذخیره می شود و می شود به آن دسترسی پیدا کرد. یک فایل مجموعه ای از بایت است که توسط یک سیستم فایل مدیریت می شود. پس، هر پایگاه داده یا فایل مجموعه ای از بایت ها است که پس از عمل ذخیره کردن، ذخیره داده نام گذاری می شود.
MATLAB  و سیستم‌های ذخیره سازی ابری مانند VMware ،  Firefox OS  از ذخیره داده به عنوان اصطلاحی برای انتزاع مجموعه‌ای از داده‌ها در برنامه‌های مربوطه خود استفاده می‌کنند.

## انواع
ذخیره داده ها قادر اند به کلاس گسترده ای از سیستم های ذخیره سازی مانند:
- فایل های کاغذی
- فایل های ساده مانند صفحه گسترده
- سیستم های فایل
- سیستم های ذخیره سازی ایمیل (هم سیستم سرور و هم سیستم مشتری )
- پایگاه های داده
  - پایگاه داده های رابطه ای ، بر اساس مدل رابطه ای داده ها
  - پایگاه های داده شی گرا آنها می توانند اشیاء طراحی شی گرا را ذخیره کنند.
  - پایگاه های داده NoSQL
    - پایگاه داده های کلیدی-مقدار
    - فروشگاه ستون عریض
    - پایگاه داده های نموداری
- ذخیره سازی داده های توزیع شده
- خدمات دایرکتوری
- VMware از اصطلاح datastore برای اشاره به فایلی استفاده می کند که یک ماشین مجازی را ذخیره می کند [۵]

## همچنین ببینید
- معماری داده ها
- https://retoolapi.dev/Wp7zPq/data
- پایگاه داده
- ذخیره داده های توزیع شده